# Wakamiya-dōri
Pour les articles homonymes, voir Wakamiya.
Le Wakamiya-dōri (若宮通, Wakamiya-dōri) est une voie du centre-sud de Kyoto, dans l'arrondissement de Shimogyō. Elle débute au Takatsuji-dōri (ja) et termine au Shichijō-dōri (ja). Il s'agit de la suite sud du Kamanza-dōri.

## Description

### Situation
Le Wakamiya-dōri est une rue du centre de l'arrondissement de Shimogyō. Elle commence dans le quartier de Horinouchi-chō (堀之内町) et termine dans celui d'Ebisuno-chō (夷之町). La rue débute au Takatsuji-dōri (ja) (高辻通) et termine au Shichijō-dōri (ja) (七条通), près de la gare de Kyoto,. Il s'agit d'une suite du Kamanza-dōri (釜座通), qui termine à Sanjō-dōri (ja) (三条通). Plusieurs ruelles, comme le Kōyaku no zushi (膏薬辻子), continue au sud à partir de Nishikikōji-dōri en passant par Shijō-dōri (ja), jusqu'à Takatsuji-dōri, après laquelle est le début de Wakamiya-dōri,. Certaines sources placent cependant le début de la rue 100 mètres plus au nord, à Bukkōji-dōri (ja) (仏光寺通),. Elle suit le Shinmachi-dōri (ja) (新町通) à l'est et précède le Nishinotōin-dōri (ja) (西洞院通) à l'ouest, et est la quatrième rue à l'est de Horikawa-dōri (ja),.
La circulation se fait en sens unique du sud au nord. La rue fait environ 1 200 mètres de long, 1 300 si l'on compte la partie qui se rend jusqu'à Bukkōji.

### Voies rencontrées
Du nord au sud, en sens unique. Les voies rencontrées de la droite sont mentionnées par (d), tandis que celles rencontrées de la gauche, par (g). Seules les rues ayant un nom sont listées.
1. (Bukkōji-dōri (ja) (仏光寺通))
2. Takatsuji-dōri (ja) (高辻通)
3. Matsubara-dōri (ja) (松原通)
4. Manjuji-dōri (ja) (万寿寺通)
5. Gojō-dōri (ja) (五条通)
6. Yōbai-dōri (ja) (楊梅通)
7. Rokujō-dōri (ja) (六条通)
8. Hanayachō-dōri (ja) (花屋町通)
9. Kyūhanayachō-dōri (旧花屋町通)
10. Shōmen-dōri (ja) (正面通)
11. Kitakōji-dōri (ja) (北小路通)
12. Shichijō-dōri (ja) (七条通)

- Sources : (ja) Université Ritsumeikan Asia Pacific (en), « 近代京都オーバーレイマップ », sur Art Research Center,‎ 2023 (consulté le 7 février 2024).

### Transports en commun
Les bus du réseau d'autobus de Kyoto (ja) ne passent par sur la rue. Les arrêts les plus proches de la rue sont sur Nishinotōin-dōri et sont Nishinotōin Bukkōji (西洞院仏光寺, ligne 50), Nishinotōin-Matsubara (西洞院松原, ligne 50), Gojō-Nishinotōin (五条西洞院, lignes 43, 50, 73, 80), Nishinotōin-Rokujō (西洞院六条, ligne 50), Nishinotōin-Shōmen (西洞院正面, ligne 50) et Nanajō-Nishinotōin (七条西洞院, lignes 50, 205).
Les stations du métro de Kyoto les plus proches sont sur Karasuma-dōri (ja), à cinq minutes de marche : Shijō et Gojō, sur la ligne Karasuma.

## Odonymie

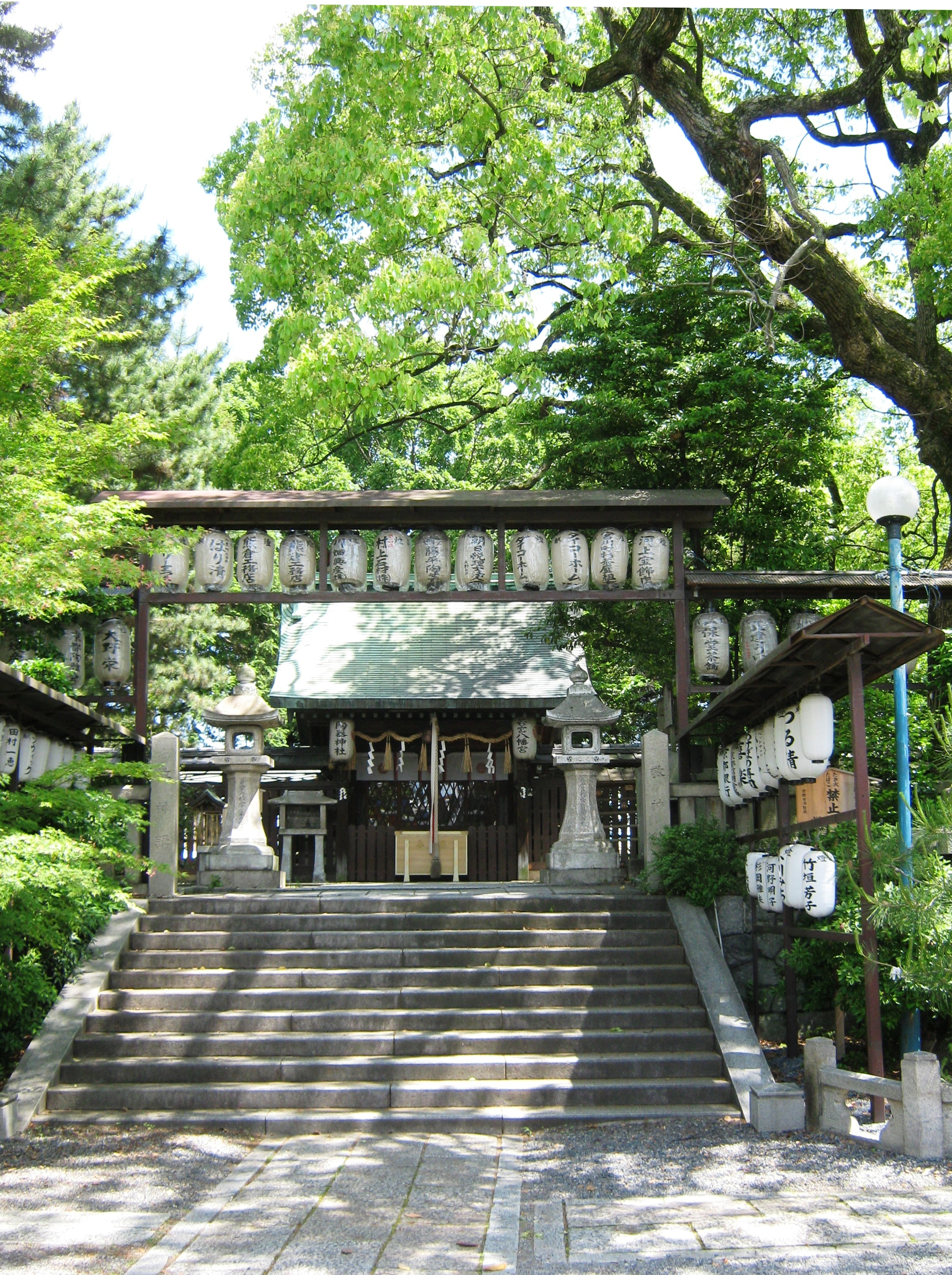
torii du Wakamiya Hachimangū-sha.

« Wakamiya » (若宮) vient du sanctuaire shinto Wakamiya Hachimangū-sha (ja) (若宮八幡宮社), qui y était autrefois situé, au carrefour avec Rokujō-dōri, avant d'être relocalisé lors du réaméangement territorial de Hideyoshi, puis de nouveau à Gojōzaka (en) au début de l'époque d'Edo (1603-1868),.
La rue portait aussi le nom « Butsuguyachō-dōri » (仏具屋町通), qui signifie « rue du quartier des fabricants de reliques bouddhiques », en référence aux nombreux artisans spécialisés dans les reliques bouddhiques qui étaient situés sur la rue.

## Histoire
Wakamiya-dōri n'existait pas à la création de la capitale impériale en 794, et apparaît en tant qu'une partie de Kamanza-dōri en 1590 lors du réaménagement territorial de l'ère Tenshō (ja) (天正の地割, Tenshō no jiwari) par Toyotomi Hideyoshi, durant le dernier quart du XVIe siècle, en déplaçant le sanctuaire Wakamiya à Higashiyama,.

## Patrimoine et lieux d'intérêt
On trouve sur la rue un grand nombre de maisons de ville traditionnelles.
Au sud de Rokujō, à l'emplacement du premier Wakamiya Hachiman-gū se dresse un nouveau sanctuaire shinto du même nom, mais plus petit,.